# Eleições estaduais no Rio de Janeiro em 1994
As eleições estaduais no Rio de Janeiro em 1994 ocorreram em 3 de outubro como parte das eleições gerais no Distrito Federal e em 26 estados. Foram eleitos o governador Marcello Alencar, o vice-governador Luiz Paulo e os senadores Benedita da Silva e Artur da Távola, além de 46 deputados federais e 70 estaduais. Como nenhum candidato a governador alcançou a maioria dos votos válidos, houve um segundo turno em 15 de novembro e pelo texto da Constituição e da Lei nº. 8.713, a posse aconteceria em 1º de janeiro de 1995, para quatro anos de mandato.
O processo eleitoral de 1994 foi marcado pela sucessão para o cargo então ocupado por Nilo Batista, do PDT, vice-governador eleito em 1990 que assumiu o cargo em abril daquele ano com a renúncia do titular Leonel Brizola para disputar a eleição presidencial. Como nenhum dos candidatos a cargos no Executivo obtiveram mais da metade do votos válidos, um segundo turno foi realizado no dia 15 de novembro. Na eleição estadual, o segundo turno foi realizado entre o ex-prefeito do Rio Marcello Alencar (PSDB) e o ex-prefeito de Campos dos Goytacazes Anthony Garotinho (PDT). Marcello foi eleito governador com 56,10% dos votos válidos, contra 43,90% de Garotinho.
Na mesma data do segundo turno também foi realizada uma nova eleição legislativa no estado, convocada pelo Tribunal Regional Eleitoral em 20 de outubro após as denúncias de fraudes ocorridas na votação do 1° turno e que resultaram na anulação da mesma pela corte do TRE.

## Resultado da eleição para governador

### Primeiro turno
| Candidatos a governador do estado | Candidatos a vice-governador | Número | Coligação                                                 | Votação   | Percentual |
| --------------------------------- | ---------------------------- | ------ | --------------------------------------------------------- | --------- | ---------- |
| Marcello Alencar PSDB             | Luiz Paulo PSDB              | 45     | Rio Unido (PSDB, PFL, PP, PL)                             | 2.292.406 | 37,15%     |
| Anthony Garotinho PDT             | Noel de Carvalho PDT         | 12     | Força do Povo (PDT, PTB, PMN)                             | 1.874.435 | 30,38%     |
| Newton Cruz PSD                   | Saramago Pinheiro PPR        | 41     | Segurança, Educação e Desenvolvimento (PSD, PPR)          | 873.925   | 14,16%     |
| Jorge Bittar PT                   | Roberto Chabo PSB            | 13     | Frente Brasil Popular Rio (PT, PSB, PPS, PCdoB, PV, PSTU) | 662.144   | 10,73%     |
| Milton Gonçalves PMDB             | Hamilton Barros PMDB         | 15     | PMDB (sem coligação)                                      | 278.612   | 4,52%      |
| Paulo Roberto Santoro PRONA       | Cesar Pinto PRONA            | 56     | PRONA (sem coligação)                                     | 103.570   | 1,68%      |
| Ronald Azaro PSC                  | José Salema Guimarães PSC    | 20     | Frente Alternativa (PSC, PRP, PTRB)                       | 43.830    | 0,71%      |
| Mauro Cesar PRN                   | Julio Cesar Pitombo PRN      | 36     | PRN (sem coligação)                                       | 41.705    | 0,68%      |
| Fontes:                           |                              |        |                                                           |           |            |

### Segundo turno
| Candidatos a governador do estado | Candidatos a vice-governador | Número | Coligação                     | Votação   | Percentual |
| --------------------------------- | ---------------------------- | ------ | ----------------------------- | --------- | ---------- |
| Marcello Alencar PSDB             | Luiz Paulo PSDB              | 45     | Rio Unido (PSDB, PFL, PP, PL) | 3.537.866 | 56,08%     |
| Anthony Garotinho PDT             | Noel de Carvalho PDT         | 12     | Força do Povo (PDT, PTB, PMN) | 2.771.074 | 43,92%     |
| Fontes:                           |                              |        |                               |           |            |

## Resultado da eleição para senador
| Candidatos a senador da República | Candidatos a suplente de senador                            | Número | Coligação                                                 | Votação   | Percentual |
| --------------------------------- | ----------------------------------------------------------- | ------ | --------------------------------------------------------- | --------- | ---------- |
| Benedita da Silva PT              | Geraldo Cândido PT Ernani Coelho PT                         | 132    | Frente Brasil Popular Rio (PT, PSB, PPS, PCdoB, PV, PSTU) | 2.249.861 | 22,70%     |
| Artur da Távola PSDB              | Nilo Teixeira Campos PSDB Eurico Natal PSDB                 | 452    | Rio Unido (PSDB, PFL, PP, PL)                             | 1.816.303 | 18,33%     |
| Nelson Carneiro PP                | Paulo Gomes de Souza PP José Maria de Carvalho Jr. PP       | 392    | Rio Unido (PSDB, PFL, PP, PL)                             | 1.487.856 | 15,01%     |
| Jorge Roberto Silveira PDT        | Roberto Mangabeira Unger PDT Roberto d'Ávila PDT            | 122    | Força do Povo (PDT, PTB, PMN)                             | 1.308.510 | 13,20%     |
| Saturnino Braga PSB               | Luiz Barbosa Leite PSB Rivo Gianini de Araújo PSB           | 403    | Frente Brasil Popular Rio (PT, PSB, PPS, PCdoB, PV, PSTU) | 774.477   | 7,81%      |
| Carlos Alberto Caó PDT            | Edialeda do Nascimento PDT Eduardo de Azeredo Costa PDT     | 123    | Força do Povo (PDT, PTB, PMN)                             | 662.578   | 6,68%      |
| Jorge Boaventura PPR              | Ediamar Leal Cruz PPR - PPR                                 | 112    | Segurança, Educação e Desenvolvimento (PSD, PPR)          | 501.636   | 5,06%      |
| Eliane Cunha PRP                  | Roberto Vieira Corrêa PSC Dinah Pereira Machado PRP         | 442    | Frente Alternativa (PSC, PRP, PTRB)                       | 263.079   | 2,65%      |
| Aldemar Furtado PSD               | Celina Lilembaum Crispel PSD José Maria Vila Nova PSD       | 412    | Segurança, Educação e Desenvolvimento (PSD, PPR)          | 244.988   | 2,47%      |
| Vanderlei Assis PRONA             | Marcos Coimbra PRONA Hamilton Ambrosano PRONA               | 562    | PRONA (sem coligação)                                     | 189.325   | 1,91%      |
| Gelson Guilherme PMDB             | Maria da Glória Sampaio PMDB Bemvindo Taques Horta Jr. PMDB | 153    | PMDB (sem coligação)                                      | 168.208   | 1,70%      |
| Divaldson Castelo Branco PRN      | - PRN - PRN                                                 | 362    | PRN (sem coligação)                                       | 124.679   | 1,26%      |
| Paulo Rattes PMDB                 | Rogério Alvaro de Castro PMDB Altevir Pinto Barretto PMDB   | 152    | PMDB (sem coligação)                                      | 120.003   | 1,21%      |
| Fontes:                           |                                                             |        |                                                           |           |            |

## Deputados federais eleitos
São relacionados os candidatos eleitos com informações complementares da Câmara dos Deputados.

Representação eleita
  PDT: 8
  PPR: 6
  PSDB: 6
  PFL: 4
  PMDB: 4
  PTB: 3
  PP: 3
  PL: 3
  PT: 3
  PCdoB: 2
  PSB: 2
  PPS: 1
  PV: 1

| Número  | Deputados federais eleitos | Partido | Votação | Percentual | Cidade onde nasceu    | Unidade federativa |
| 3918    | Francisco Silva            | PP      | 141.880 | 3,14%      | Cunha                 | São Paulo          |
| 2510    | Francisco Dornelles        | PPR     | 113.889 | 2,52%      | Belo Horizonte        | Minas Gerais       |
| 1120    | Jair Bolsonaro             | PPR     | 111.927 | 2,48%      | Glicério              | São Paulo          |
| 2288    | Nelson Bornier             | PL      | 100.653 | 2,23%      | Nova Iguaçu           | Rio de Janeiro     |
| 1222    | Miro Teixeira              | PDT     | 96.640  | 2,14%      | Rio de Janeiro        | Rio de Janeiro     |
| 1515    | Moreira Franco             | PMDB    | 122.692 | 1,69%      | Teresina              | Piauí              |
| 4545    | Ronaldo Cezar Coelho       | PSDB    | 73.382  | 1,62%      | Rio de Janeiro        | Rio de Janeiro     |
| 1157    | Amaral Netto               | PPR     | 72.393  | 1,60%      | Niterói               | Rio de Janeiro     |
| 1212    | José Maurício              | PDT     | 68.074  | 1,51%      | Campos dos Goytacazes | Rio de Janeiro     |
| 1188    | José Carlos Lacerda        | PPR     | 67.170  | 1,49%      | Rio de Janeiro        | Rio de Janeiro     |
| 2222    | Jorge Egídio               | PL      | 64.076  | 1,42%      | Itaperuna             | Rio de Janeiro     |
| 1274    | Cidinha Campos             | PDT     | 60.370  | 1,34%      | São Paulo             | São Paulo          |
| 6565    | Lindbergh Farias           | PCdoB   | 57.544  | 1,27%      | João Pessoa           | Paraíba            |
| 3993    | Laprovita Vieira           | PP      | 52.573  | 1,16%      | Vassouras             | Rio de Janeiro     |
| 2507    | Aldir Cabral               | PFL     | 51.335  | 1,14%      | Rio de Janeiro        | Rio de Janeiro     |
| 1111    | Roberto Campos             | PPR     | 49.696  | 1,10%      | Cuiabá                | Mato Grosso        |
| 2502    | Arolde de Oliveira         | PFL     | 49.653  | 1,10%      | São Luiz Gonzaga      | Rio Grande do Sul  |
| 1125    | Simão Sessim               | PPR     | 48.875  | 1,08%      | Rio de Janeiro        | Rio de Janeiro     |
| 1261    | Édson Ezequiel             | PDT     | 48.424  | 1,07%      | Recife                | Pernambuco         |
| 4550    | Márcio Fortes              | PSDB    | 47.358  | 1,05%      | Belo Horizonte        | Minas Gerais       |
| 2588    | Procópio Lima Neto         | PFL     | 47.076  | 1,04%      | Belo Horizonte        | Minas Gerais       |
| 1415    | João Mendes                | PTB     | 46.961  | 1,04%      | Alagoa Grande         | Paraíba            |
| 4555    | Eduardo Mascarenhas        | PSDB    | 44.931  | 0,99%      | Rio de Janeiro        | Rio de Janeiro     |
| 4521    | Vanessa Felippe            | PSDB    | 44.822  | 0,99%      | Rio de Janeiro        | Rio de Janeiro     |
| 1225    | Itamar Serpa               | PDT     | 43.503  | 0,96%      | Vitória               | Espírito Santo     |
| 1292    | Fernando Lopes             | PDT     | 43.470  | 0,96%      | Rio de Janeiro        | Rio de Janeiro     |
| 2323    | Sérgio Arouca              | PPS     | 42.717  | 0,95%      | Ribeirão Preto        | São Paulo          |
| 6555    | Jandira Feghali            | PCdoB   | 42.196  | 0,93%      | Curitiba              | Paraná             |
| 1310    | Milton Temer               | PT      | 41.399  | 0,92%      | Rio de Janeiro        | Rio de Janeiro     |
| 4512    | Alexandre Santos           | PSDB    | 40.756  | 0,90%      | São Gonçalo           | Rio de Janeiro     |
| 1333    | Maria da Conceição Tavares | PT      | 40.409  | 0,89%      | Anadia                | Portugal           |
| 1576    | Candinho Matos             | PMDB    | 39.604  | 0,88%      | São João de Meriti    | Rio de Janeiro     |
| 4013    | Alexandre Cardoso          | PSB     | 38.361  | 0,85%      | Duque de Caxias       | Rio de Janeiro     |
| 2290    | Álvaro Valle               | PL      | 38.247  | 0,85%      | Rio de Janeiro        | Rio de Janeiro     |
| 2501    | Rubem Medina               | PFL     | 33.872  | 0,83%      | Rio de Janeiro        | Rio de Janeiro     |
| 1411    | Fernando Gonçalves         | PTB     | 35.986  | 0,80%      | Nova Iguaçu           | Rio de Janeiro     |
| 4313    | Fernando Gabeira           | PV      | 35.384  | 0,78%      | Juiz de Fora          | Minas Gerais       |
| 3966    | Laura Carneiro             | PP      | 34.932  | 0,77%      | Rio de Janeiro        | Rio de Janeiro     |
| 4551    | Silvio Lopes               | PSDB    | 33.828  | 0,75%      | Rio de Janeiro        | Rio de Janeiro     |
| 1484    | Roberto Jefferson          | PTB     | 32.859  | 0,73%      | Petrópolis            | Rio de Janeiro     |
| 1262    | Márcia Cibilis Viana       | PDT     | 32.048  | 0,71%      | Porto Alegre          | Rio Grande do Sul  |
| 1238    | Carlos Alberto Campista    | PDT     | 28.836  | 0,64%      | Campos dos Goytacazes | Rio de Janeiro     |
| 1301    | Carlos Santana             | PT      | 28.257  | 0,63%      | Vila Velha            | Espírito Santo     |
| 4004    | Ronaldo Santos             | PSB     | 23.447  | 0,52%      | Rio de Janeiro        | Rio de Janeiro     |
| 1599    | Noel de Oliveira           | PMDB    | 22.605  | 0,50%      | Resende               | Rio de Janeiro     |
| 1590    | Jorge Wilson de Matos      | PMDB    | 21.031  | 0,47%      | Rio de Janeiro        | Rio de Janeiro     |
| Fontes: |                            |         |         |            |                       |                    |

## Deputados estaduais eleitos
No Rio de Janeiro foram eleitos setenta (70) deputados estaduais.

Representação eleita
  PSDB: 14
  PDT: 12
  PMDB: 7
  PPR: 6
  PT: 5
  PP: 4
  PL: 4
  PSB: 3
  PSC: 3
  PFL: 2
  PMN: 2
  PTB: 2
  PRONA: 2
  PSD: 1
  PCdoB: 1
  PPS: 1
  PV: 1

| Número  | Deputados estaduais eleitos | Partido | Votação | Percentual | Cidade onde nasceu          | Unidade federativa  |
| 45277   | Sérgio Cabral Filho         | PSDB    | 124.997 | 2,47%      | Rio de Janeiro              | Rio de Janeiro      |
| 45210   | Roberto Dinamite            | PSDB    | 52.323  | 1,04%      | Duque de Caxias             | Rio de Janeiro      |
| 15112   | Eraldo Macedo               | PMDB    | 45.806  | 0,91%      | Rio de Janeiro              | Rio de Janeiro      |
| 39123   | Paulo César Graça e Paz     | PP      | 44.024  | 0,87%      | Mesquita                    | Rio de Janeiro      |
| 12234   | Jorge Santos do Nascimento  | PDT     | 43.642  | 0,86%      | Queimados                   | Rio de Janeiro      |
| 11120   | Aloísio de Castro           | PPR     | 42.606  | 0,84%      | Rio de Janeiro              | Rio de Janeiro      |
| 13170   | Carlos Minc                 | PT      | 41.707  | 0,83%      | Rio de Janeiro              | Rio de Janeiro      |
| 45123   | Marco Antonio Alencar       | PSDB    | 38.610  | 0,76%      | Rio de Janeiro              | Rio de Janeiro      |
| 15223   | Albano Reis                 | PMDB    | 36.926  | 0,73%      | Rio de Janeiro              | Rio de Janeiro      |
| 45205   | José Camilo Zito            | PSDB    | 34.373  | 0,68%      | Paulista                    | Pernambuco          |
| 12241   | Graça Matos                 | PDT     | 33.427  | 0,66%      | Mimoso do Sul               | Espírito Santo      |
| 12159   | Jorge Picciani              | PDT     | 31.192  | 0,62%      | Rio de Janeiro              | Rio de Janeiro      |
| 15134   | Délio Cesar Leal            | PMDB    | 30.269  | 0,60%      | Paracambi                   | Rio de Janeiro      |
| 22122   | Ricardo Gaspar              | PL      | 28.069  | 0,56%      | Belford Roxo                | Rio de Janeiro      |
| 12228   | Lêda Moreira                | PDT     | 27.005  | 0,53%      | Nova Friburgo               | Rio de Janeiro      |
| 12288   | Pedro Fernandes             | PDT     | 26.973  | 0,53%      | Parelhas                    | Rio Grande do Norte |
| 40130   | Antônio Francisco Neto      | PSB     | 26.723  | 0,53%      | Volta Redonda               | Rio de Janeiro      |
| 15153   | Átila Nunes                 | PMDB    | 26.427  | 0,52%      | Rio de Janeiro              | Rio de Janeiro      |
| 12266   | Walney Rocha                | PDT     | 25.424  | 0,50%      | Nova Iguaçu                 | Rio de Janeiro      |
| 12251   | Maria Aparecida Bresciani   | PDT     | 25.103  | 0,50%      | Rio das Ostras              | Rio de Janeiro      |
| 11158   | Hairson Monteiro            | PPR     | 24.381  | 0,48%      | Itaboraí                    | Rio de Janeiro      |
| 25149   | Luiz Antonio Dantas Ribeiro | PFL     | 23.848  | 0,47%      | Teresópolis                 | Rio de Janeiro      |
| 41222   | Núbia Cozzolino             | PSD     | 23.803  | 0,47%      | Magé                        | Rio de Janeiro      |
| 45234   | Eider Dantas                | PSDB    | 23.774  | 0,47%      | Natal                       | Rio Grande do Norte |
| 45190   | Nelson Gonçalves            | PSDB    | 23.722  | 0,47%      | Marília                     | São Paulo           |
| 40102   | Eduardo Meohas              | PSB     | 23.418  | 0,46%      | Resende                     | Rio de Janeiro      |
| 45270   | Sérgio Alberto Soares       | PSDB    | 23.324  | 0,46%      | Itaboraí                    | Rio de Janeiro      |
| 11111   | Bernard Rajzman             | PPR     | 23.316  | 0,46%      | Rio de Janeiro              | Rio de Janeiro      |
| 22107   | Renato de Jesus             | PL      | 23.138  | 0,46%      | Rio de Janeiro              | Rio de Janeiro      |
| 15130   | Iédio Rosa                  | PMDB    | 22.500  | 0,45%      | São Pedro da Aldeia         | Rio de Janeiro      |
| 12120   | Antônio Duarte Filho        | PDT     | 22.040  | 0,44%      | Duque de Caxias             | Rio de Janeiro      |
| 15165   | José Graciosa               | PMDB    | 21.654  | 0,43%      | Valença                     | Rio de Janeiro      |
| 22123   | Renato do Posto             | PL      | 21.598  | 0,43%      | Guapimirim                  | Rio de Janeiro      |
| 45106   | Luiz Fernando Duarte Corrêa | PSDB    | 21.310  | 0,42%      | Rio de Janeiro              | Rio de Janeiro      |
| 25103   | Magaly Machado              | PFL     | 20.951  | 0,41%      | Duque de Caxias             | Rio de Janeiro      |
| 12246   | Roberto do Nascimento       | PDT     | 20.951  | 0,41%      | Rio de Janeiro              | Rio de Janeiro      |
| 11198   | Farid Abrão David           | PPR     | 20.855  | 0,41%      | Nilópolis                   | Rio de Janeiro      |
| 39172   | Rubens Tavares Filho        | PP      | 20.695  | 0,41%      | Rio de Janeiro              | Rio de Janeiro      |
| 65666   | Edmilson Valentim           | PCdoB   | 20.679  | 0,41%      | Rio de Janeiro              | Rio de Janeiro      |
| 39151   | Cory Pillar Filho           | PP      | 20.454  | 0,40%      | Itaperuna                   | Rio de Janeiro      |
| 11233   | Sivuca                      | PPR     | 20.192  | 0,40%      | Valença                     | Bahia               |
| 15133   | José Cláudio                | PMDB    | 20.044  | 0,40%      | Teresópolis                 | Rio de Janeiro      |
| 13231   | Tânia Rodrigues             | PT      | 20.038  | 0,40%      | Niterói                     | Rio de Janeiro      |
| 12212   | Alice Tamborindeguy         | PDT     | 19.922  | 0,39%      | Rio de Janeiro              | Rio de Janeiro      |
| 33338   | Miriam Reid                 | PMN     | 19.825  | 0,39%      | Macaé                       | Rio de Janeiro      |
| 45120   | Aparecida Gama              | PSDB    | 19.668  | 0,39%      | Rio de Janeiro              | Rio de Janeiro      |
| 45140   | Alair Corrêa                | PSDB    | 19.274  | 0,38%      | Cabo Frio                   | Rio de Janeiro      |
| 12285   | Luiz Novaes                 | PDT     | 18.017  | 0,36%      | Nova Iguaçu                 | Rio de Janeiro      |
| 22150   | Márcio Arruda               | PL      | 16.878  | 0,33%      | Petrópolis                  | Rio de Janeiro      |
| 11102   | José de Amorim Pereira      | PPR     | 16.622  | 0,33%      | São João de Meriti          | Rio de Janeiro      |
| 12220   | Tânia Mussi                 | PDT     | 16.357  | 0,32%      | Casimiro de Abreu           | Rio de Janeiro      |
| 13122   | Neirobis Nagae              | PT      | 16.104  | 0,32%      | Barra do Piraí              | Rio de Janeiro      |
| 45113   | Fernando Pinto              | PSDB    | 15.837  | 0,31%      | Seropédica                  | Rio de Janeiro      |
| 45155   | Ivanir de Mello             | PSDB    | 15.743  | 0,31%      | Rio de Janeiro              | Rio de Janeiro      |
| 40190   | Cosme Salles                | PSB     | 15.544  | 0,31%      | São Gonçalo                 | Rio de Janeiro      |
| 14144   | Décio Peçanha               | PTB     | 14.817  | 0,29%      | Campos dos Goytacazes       | Rio de Janeiro      |
| 20105   | Renato Cozzolino            | PSC     | 14.811  | 0,29%      | Magé                        | Rio de Janeiro      |
| 20101   | Almir Rangel                | PSC     | 14.778  | 0,29%      | Rio de Janeiro              | Rio de Janeiro      |
| 45149   | José Antônio Barbosa Lemos  | PSDB    | 14.750  | 0,29%      | São Francisco de Itabapoana | Rio de Janeiro      |
| 45252   | Leandro Sampaio             | PSDB    | 14.517  | 0,29%      | Petrópolis                  | Rio de Janeiro      |
| 39159   | André Luiz                  | PP      | 14.494  | 0,29%      | Rio de Janeiro              | Rio de Janeiro      |
| 13118   | Heloneida Studart           | PT      | 14.244  | 0,28%      | Fortaleza                   | Ceará               |
| 23123   | Lúcia Souto                 | PPS     | 14.234  | 0,28%      | Rio de Janeiro              | Rio de Janeiro      |
| 43122   | Solange Amaral              | PV      | 13.792  | 0,27%      | Rio de Janeiro              | Rio de Janeiro      |
| 14222   | Jarbas Stelmann             | PTB     | 13.519  | 0,27%      | Paraíba do Sul              | Rio de Janeiro      |
| 20136   | Washington Reis             | PSC     | 13.291  | 0,26%      | Duque de Caxias             | Rio de Janeiro      |
| 13133   | Marcelo Dias                | PT      | 11.793  | 0,23%      | Rio de Janeiro              | Rio de Janeiro      |
| 33307   | José Carlos Soares          | PMN     | 11.416  | 0,23%      | Maricá                      | Rio de Janeiro      |
| 56215   | Blandino Amaral             | PRONA   | 8.897   | 0,18%      | Rio de Janeiro              | Rio de Janeiro      |
| 56166   | João Peixoto                | PRONA   | 7.851   | 0,16%      | Campos dos Goytacazes       | Rio de Janeiro      |
| Fontes: |                             |         |         |            |                             |                     |